# Flodprinia
Flodprinia (Prinia fluviatilis) er en græssanger, der lever i vestlige Senegal, langs Niger (østlige Mali og vestlige Niger), Tchad-søens nærhed og det nordvestlige Kenya.